# Río Olnie
Río Olnie és un petit llogaret del departament Río Chico de la província de Santa Cruz (Argentina). És travessat per la important carretera Ruta Nacional 40, ruta que va de nord a sud de la Patagònia argentina. El nom "Olnie" prové de l'idioma dels antics pobladors indígenes de la zona, els Tehuelches, i significa orr: Racó i nie: Punta, és a dir racó de la punta, refereint-se a la punta de terra que formen dos afluents en unir-se. El poblat més proper es Bajo Caracoles, situat a uns 63 km més al nord.